# 슈퍼샘플링

마지막 색값의 연산

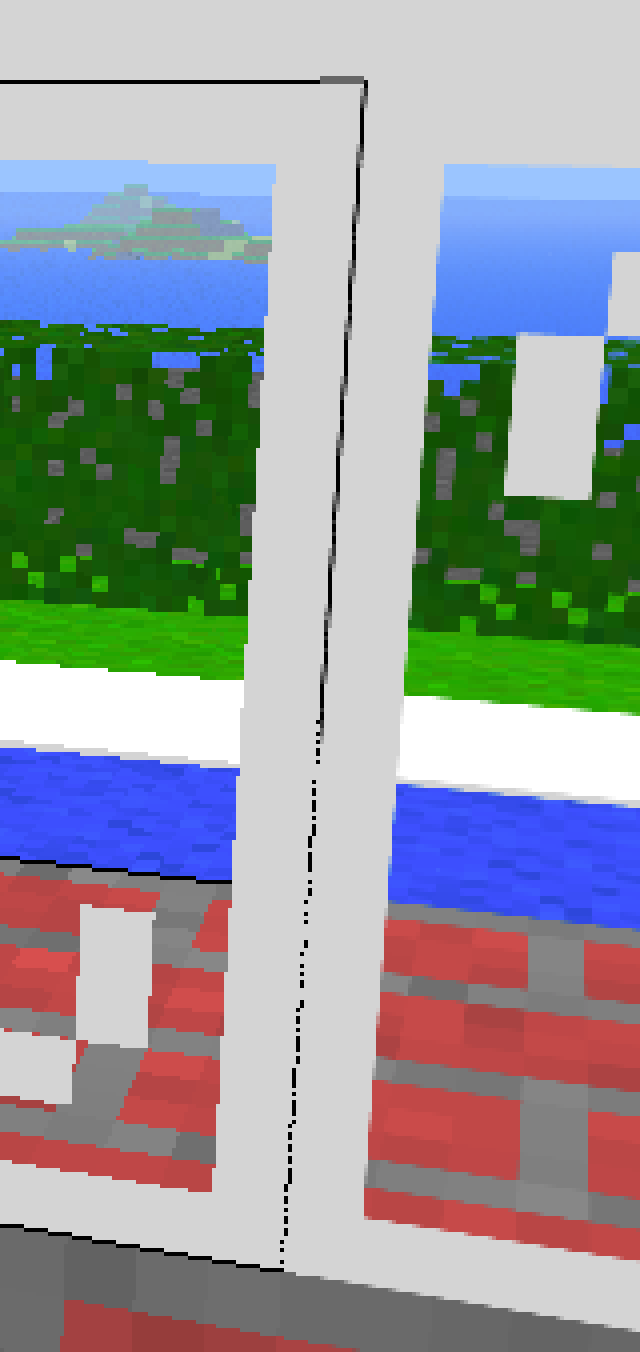
슈퍼샘플링 앤티앨리어싱을 적용하지 않은(왼쪽) 렌더링된 장면과 적용된(오른쪽) 렌더링된 장면의 비교(AA를 적용하지 않는 것은 최근접 이웃 보간법과 유사하다.)

슈퍼샘플링(Supersampling)은 앤티에일리어싱 기술의 하나로, 울퉁불퉁한 화소 모서리(에일리어싱)를 없애는 과정이다. 컴퓨터 게임이나 영상을 만들어내는 다른 프로그램들이 표현하는 영상을 부드럽게 하는 방식이기도 하다. 앨리어싱은 연속적으로 부드러운 곡선과 선이 있는 실제 개체와 달리 컴퓨터 화면에서는 뷰어에게 수많은 작은 사각형이 표시되기 때문에 발생한다. 이 픽셀은 모두 동일한 크기를 가지며 각 픽셀은 단일 색상을 갖는다. 선은 픽셀 모음으로만 표시될 수 있으므로 완벽하게 수평 또는 수직이 아닌 이상 들쭉날쭉하게 나타난다. 슈퍼샘플링의 목적은 이 효과를 줄이는 것이다. 일반적으로 중앙뿐만 아니라 픽셀 내부의 여러 위치에서 색상 샘플을 채취하여 평균 색상 값을 계산한다. 이는 표시되는 것보다 훨씬 높은 해상도로 이미지를 렌더링한 다음 계산을 위해 추가 픽셀을 사용하여 원하는 크기로 축소함으로써 달성된다. 그 결과, 객체의 가장자리를 따라 한 픽셀 라인에서 다른 픽셀 라인으로 더 부드럽게 전환되는 다운샘플링된 이미지가 생성된다. 샘플 수에 따라 출력 품질이 결정된다.

## 취지
앨리어싱은 2D 이미지의 경우 모아레 패턴과 픽셀화된 가장자리로 나타난다. 일반적인 신호 처리 및 이미지 처리 지식에 따르면 앨리어싱을 완벽하게 제거하려면 2D 안티앨리어싱 필터를 적용한 후 나이퀴스트율(또는 그 이상)에서 적절한 공간 샘플링이 필요하다. 이 접근 방식에는 순방향 및 역방향 푸리에 변환이 필요하므로 공간 도메인("이미지 도메인")에 머무르면서 도메인 전환을 피하기 위해 슈퍼샘플링과 같이 계산적으로 덜 까다로운 근사 방식이 개발되었다.

## 종류

그리드 알고리즘
랜덤 알고리즘
포아송 디스크 알고리즘
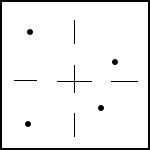
지터 알고리즘

- 그리드 알고리즘: 가장 단순한 알고리즘
- 랜덤 알고리즘: Stochastic Sampling으로도 알려져 있음.
- 포아송 디스크 알고리즘: 이 알고리즘에 필요한 계산 시간이 실시간 렌더링에는 너무 길다.
- 지터 알고리즘: 포아송 디스크에 근접하기 위한 그리드 알고리즘의 수정판.
- 회전 그리드 알고리즘: 2x2 그리드 레이아웃이 사용되지만 샘플 패턴은 회전되어 샘플이 수평이나 수직 축에 나열되는 것을 막아 줌.

## 참조
- “High-Resolution Antialiasing (HRAA)”. 《Technical Brief: High-Resolution Antialiasing through Multisampling》. May 2006에 확인함.
- “What is supersampling (antialiasing technique)?”. 《Hardware Knowledgebase》. 2006년 3월 25일에 원본 문서에서 보존된 문서. May 2006에 확인함.
- “Supersampling”. 《Everything2》. May 2006에 확인함.
- “Image Interpolation with Contour Stencils”. 《Image Processing On Line》. October 2010에 확인함.

## 같이 보기
- 그래픽 카드
- 게임 엔진